# Oklahoma! (film)
Oklahoma! è un film del 1955 diretto da Fred Zinnemann, tratto dall'omonimo musical scritto dal compositore Richard Rodgers e dal librettista Oscar Hammerstein II (vedi Rodgers e Hammerstein), con Gordon MacRae, Shirley Jones (nel suo debutto cinematografico), Rod Steiger, Charlotte Greenwood, Gloria Grahame, Gene Nelson, James Whitmore e Eddie Albert.

## Trama
La giovane Laurey è innamorata del cowboy Johnny, ma in occasione della tradizionale festa campestre cittadina, a causa di una ripicca, rifiuta il suo invito e accetta invece quello del bracciante Jud. Sarà l'inizio di una serie di guai per la ragazza, poiché Jud è intenzionato a fare di tutto per danneggiare l'amore tra Laurey e Johnny

## Produzione
Oklahoma! fu il primo film fotografato in Todd-AO 70 mm su schermo gigante. Esso venne realizzato in ogni sistema di CinemaScope per poter essere proiettato in ogni sala cinematografica.
La colonna sonora raggiunse la prima posizione nella Billboard 200 per otto settimane e nella Official Albums Chart per tre settimane.

## Numeri musicali
- Overture - Orchestra
- Main Title - Orchestra
- Oh, What a Beautiful Mornin' - Johnny
- Laurey's Entrance - Laurey (Oh, What a Beautiful Mornin')
- The Surrey With the Fringe on Top - Johnny
- The Surrey With the Fringe on Top (Reprise) - Johnny
- Kansas City - Bill, zia Lena, coro maschile
- I Can't Say No - Teresina
- I Can't Say No (Reprise) - Bill e Teresina
- Entrance of Ensemble (Oh, What a Beautiful Mornin') - Johnny, Eufemia, coro
- Many a New Day - Laurey, coro femminile
- Oklahoma! - People Will Say We're in Love - Johnmy e Laurey
- Pore Jud is Daid - Johnny e Jud
- Out of My Dreams - Laurey, coro femminile
- Dream Ballet - Ensemble
- Entr'acte - Orchestra
- The Farmer and the Cowman - signor Carnes, zia Lena, Skidmore, coro
- All 'Er Nuthin' - Bill e Teresina
- People Will Say We're in Love (Reprise) - Johnny e Laurey
- Oklahoma! - Johnny, coro
- Finale Ultimo (Oh, What a Beautiful Mornin') - Ensemble
- Closing Credits Music - Orchestra

## Riconoscimenti
- 1956 - Premio Oscar
  - Miglior sonoro a Fred Hynes
  - Miglior colonna sonora a Robert Russell Bennett, Jay Blackton e Adolph Deutsch
  - Nomination Migliore fotografia a Robert Surtees
  - Nomination Miglior montaggio a Gene Ruggiero e George Boemler

Nel 2007 è stato scelto per essere conservato nel National Film Registry della Biblioteca del Congresso degli Stati Uniti.

## Distribuzione
In occasione del 50º Anniversario, la 20th Century Fox ha pubblicato un'edizione rimasterizzata in 2 DVD.